# If You Love Me (Let Me Know)
If You Love Me (Let Me Know) è un brano musicale scritto da John Rostill e interpretato da Olivia Newton-John, pubblicato nel 1974 come singolo estratto dall'album If You Love Me, Let Me Know.

## Tracce
- 7" (Australia)

1. If You Love Me (Let Me Know)
2. Rosewater

- 7"

1. If You Love Me (Let Me Know)
2. Brotherly Love